# И корабль плывёт…
«И корабль плывёт…» (итал. E la nave va) — кинофильм итальянского режиссёра Федерико Феллини. Сочетание элементов комедии и драмы, а также фарсовые и гротескные элементы вызвали неоднозначную реакцию критиков на этот фильм.

## Название
Название фильма содержит в себе определённый стилистический сдвиг, который не передаётся в традиционном русском переводе. Более радикальный вариант перевода предложили французы: Et vogue le navire, буквально — «Плыла-качалась лодочка». Этот вариант лучше передаёт притчевый характер картины.

## Сюжет
1914 год. Из Неаполя выходит в необычный круиз пассажирский лайнер. На борту певцы, актёры, предприниматели, аристократы — они провожают в последний путь оперную приму Эдмеа Тетуа, которая завещала развеять свой прах над морем близ её родного острова. Тем временем в Сараево убит эрцгерцог Фердинанд; вспыхивает Первая мировая война. На третий день лайнер спасает сербских беженцев, а через некоторое время ему навстречу попадается броненосец под флагом Австро-Венгрии. После сложных сюжетных переплетений, исполненных весьма странной символики, оба корабля идут ко дну, олицетворяя гибель мировой культуры и Австро-Венгерской империи.

## Подведение итогов
В определённом смысле фильм «И корабль плывёт» подытоживает художественный поиск Федерико Феллини (последующие его картины отмечены снижением эстетического уровня, за исключением самого последнего фильма, «Голос луны», где смутно намечен выход к новым эстетическим горизонтам). В «Корабле…» развёрнуты, иногда в заострённом виде, многие характерные для Феллини художественные приёмы и принципы. Так, характерное для него обнажение кинематографической условности происходящего на экране («Восемь с половиной») здесь оборачивается юмористическим финальным аккордом, когда зритель лицезреет съёмочную группу (этот приём был потом растиражирован; он применён, в частности, в финале фильма Кшиштофа Занусси «Галоп»). Воплощением той же условности становится и отчётливо бутафорский носорог, который, однако же, страдает расстройством желудка (шутливая параллель к очень серьёзному эпизоду из «Амаркорда»). Введённая ранее в том же «Амаркорде» неоднозначная, но скорее комическая фигура повествователя (Sprecher) вновь встречается в «Корабле…»; иногда ни к селу ни к городу возникая в кадре, он подобен здесь телевизионному комментатору или ведущему. Наконец, верный своему принципу вводить в круг действующих лиц гротескных персонажей-масок (Сарагина в «Восьми с половиной», Лисичка и табачница в «Амаркорде»), Феллини в «Корабле…» представляет зрителю Великого Герцога, сильно напоминающего гермафродита, и слепую графиню (в исполнении знаменитого балетмейстера Пины Бауш).

## Два «Корабля»
Напрашивается сравнение фильма со знаменитой картиной Стенли Крамера «Корабль дураков». Однако фильмы диаметрально противоположны по смыслу. Если насыщенный серьёзным социально-политическим содержанием фильм Крамера предвосхищает характерное для современного западного общества торжество политкорректности, то исполненный шутовства, а временами и дурашливости фильм Феллини демонстрирует исчерпанность всякой идеологии и капитуляцию искусства. В представлении итальянского режиссёра оно принципиально не может стать «важнейшим из искусств» — искусством жить на земле (к чему так стремился в своём творчестве Бертольт Брехт). Старательно разыгрывая перед лицом грозящей опасности свою «трёхгрошовую оперу», герои картины «И корабль плывёт» превращают искусство в ту самую «игру стеклянных бус», которую воссоздал в своём лучшем романе Герман Гессе.

## Награды
Кинофильм получил следующие награды:
- Четыре премии «Давид ди Донателло»: за лучший фильм, лучший сценарий, лучшую операторскую работу и лучшую работу художника (Данте Ферретти) (1984).

## В ролях
Примечание. Через косую указаны певцы, исполнявшие за кадром вокальные партии
- Эдмеа Тетуа — Джанет Сазман
- Орландо — Фредди Джонс
- Ильдебранда Куффари — Барбара Джеффорд / Mara Zampieri (сопрано)
- Аурелиано Фучилетто Виктор Полетти / Giovanni Bavaglio
- сэр Реджинальд Донби — Питер Селье
- Тереза Валеньяни — Элиза Майнарди / Nucci Condò
- Леди Донби — Норма Вест
- Доротея — Сара-Джейн Варли
- Великий Герцог — Фьоренцо Серра
- Графиня Леримия — Пина Бауш
- Премьер-министр — Филип Локк
- Зилоев — Морис Барье / Борис Кармели Архивная копия от 21 июня 2017 на Wayback Machine (бас)
- Нотариус — Франко Рессель
- Инес Руффо-Сальтини — Linda Polan / Элизабет Норберг-Шульц (сопрано)
- Сабатино Лепори — Fred Williams / Carlo di Giacomo